# Кириллов, Николай Михайлович
Николай Михайлович Кириллов (1922—1963) — майор Советской Армии, участник Великой Отечественной войны, Герой Советского Союза (1943).

## Биография
Николай Кириллов родился 16 ноября 1922 года в Иркутске. Окончил восемь классов школы и топографический техникум, после чего работал топографом Иркутского облземотдела. В октябре 1941 года Кириллов был призван на службу в Рабоче-крестьянскую Красную Армию. В 1942 году он окончил Омское пехотное училище. С мая того же года — на фронтах Великой Отечественной войны. Принимал участие в боях на Брянском, Воронежском, Степном и 2-м Украинском фронтах. К сентябрю 1943 года гвардии лейтенант Николай Кириллов был парторгом батальона 273-го гвардейского стрелкового полка 89-й гвардейской стрелковой дивизии 37-й армии Степного фронта. Отличился во время битвы за Днепр.
29 сентября 1943 года Кириллов одним из первых переправился через Днепр в районе села Келеберда Кременчугского района Полтавской области Украинской ССР и принял активное участие в боях на его западном берегу. 5 октября во время отражения немецкой контратаки он в рукопашной схватке уничтожил 8 солдат и офицеров противника.
Указом Президиума Верховного Совета СССР от 20 декабря 1943 года за «мужество и героизм, проявленные в боях с немецкими захватчиками» Николай Кириллов был удостоен высокого звания Героя Советского Союза с вручением ордена Ленина и медали «Золотая Звезда» за номером 2543.
В 1945 году Кириллов окончил Московские командные пехотные курсы. Участвовал в советско-японской войне. В январе 1953 года в звании майора он вышел в отставку. Проживал сначала в Иркутске, позднее в Краснодаре, где работал контролёром центральной измерительной лаборатории Краснодарского завода электроизмерительных приборов. Умер 21 июля 1963 года.
Был также награждён орденами Отечественной войны 1-й степени и Красной Звезды, рядом медалей.